# Magdeburg
Magdeburg ved Elben er hovedstad i den tyske delstat Sachsen-Anhalt.
Byen var tidligere en fri rigsstad. Her søgte forfulgte lutheranere tilflugt omkring 1550.
I 1035 fik Magdeburg ret til at holde udstillinger og møder, som danner grundlag for de bylove, der er kendt som Magdeburgrettighederne. Disse love blev forbillede for hele Central- og Østeuropa. Besøgende fra mange lande begyndte at handle med Magdeburg.
I 1200-tallet blev Magdeburg medlem af Hanseforbundet. Med mere end 20.000 indbyggere var Magdeburg en af de største byer i det Tysk-romerske rige. Byen havde søhandel mod vest, Flandern, med landene ved Nordsøen og opretholdt trafik og samkvem bl.a. med Braunschweig. Borgerne kæmpede konstant mod ærkebiskoppen og blev næsten uafhængig af ham i slutningen af 1400-tallet.
I 1524 blev Martin Luther kaldt til Magdeburg, hvor han prædikede og forårsagede byens frafald fra den romersk-katolske kirke. Reformationen havde hurtigt fundet tilhængere i byen, hvor Luther havde været skoledreng. Kejser Karl V bandlyste gentagne gange den uregerlige by, der havde tilsluttet sig Torgau-alliancen og det Schmalkaldiske forbund. Da byen ikke havde accepteret Augsburg-Interimet (1548), blev byen belejret (1550-1551) af Moritz af Sachsen på kejserens kommando, men bevarede sin uafhængighed. Ærkebispestyret blev afløst af forskellige administratorer, der tilhørte de protestantiske dynastier. I de følgende år opnåede Magdeburg ry som højborg for protestantismen og blev den første større by, der udgav skrifter af Luther. I Magdeburg skrev Matthias Flacius og hans tilhængere deres anti-katolske pamfletter og Magdeburgcenturierne, hvori de hævdede, at den romersk-katolske kirke var blevet Antikrists rige.
I 1657 gennemførte borgmester og fysiker Otto Guerike (efter 1666 Otto von Guericke) sit kendte eksperiment med luftens tryk med de magdeburgske halvkugler. Byens universitet er opkaldt efter ham.
Musikgruppen Tokio Hotel blev dannet i byen.